# Michel Perez (géologue)
Pour les articles homonymes, voir Michel Perez et Perez.
Michel Perez, né en 1909 à Berlin et mort en 1994, est un géologue, ingénieur-chimiste et explorateur suisse. 

## Biographie
Fils d'un père juif russe et d'une mère protestante suisse, il fait des études d'ingénieur à Genève et est diplômé en 1934 comme ingénieur-chimiste. Ami dès 1927 de Paul-Émile Victor, il prend part à plusieurs expéditions (Groenland, traversée des Alpes…) dont de 1934 à 1938, la mission scientifique à Angmagssalik de Robert Gessain, Paul-Émile Victor et Fred Matter chargé d'étudier la région et les habitants. En février 1938, il entreprend avec Paul-Émile Victor une traversée des Alpes en traineaux à chiens de Nice à Chamonix pour démontrer l'utilité des chiens de traineaux pour les liaisons hivernales à grande altitude.
Il cofonde en 1947, avec Paul-Émile Victor, Raymond Latarjet et Robert Gessain les Expéditions polaires françaises dont il est chef-adjoint chargé des travaux de glaciologie de 1948 à 1952.

## Publications
- 2012 : Carnets du Groenland : 1934-1935, Annecy : Livres du Monde
- 2015 : Groenland : le désert aux ombres blanches, Annecy : Éditions Livres du monde
- 2019 : Aventures au Groenland : 1934-1938, Annecy : Éditions Livres du monde